# Banksiella pulchra
Banksiella pulchra är en insektsart som beskrevs av Frederick Arthur Godfrey Muir 1917. Banksiella pulchra ingår i släktet Banksiella och familjen Derbidae. Inga underarter finns listade i Catalogue of Life.